# Switch 900
Switch 900 är ett avancerat trick inom flera extremsporter som involverar en bräda, som skateboard och snowboard. 900° är gradantalet runt utförarens egen axel, alltså två och ett halvt varv. Med switch menas att man åker in baklänges. Man åker in baklänges, snurrar två och ett halvt varv runt sin egen axel och landar sedan framlänges.